# シリエ・ノレンダル
シリエ・ノレンダル（Silje Norendal、1993年9月1日 - ）は、ノルウェーのプロスノーボーダーである。

## 来歴
2014年のソチオリンピックスノーボード競技スロープスタイルでベスト4の実績。
2012年と2013年Xゲームの連覇。2015年1月に、更には彼女は アスペン (コロラド州) で、冬のX大会で再び斜面スタイルの競技に勝った。